# Янув-Любельски
Я́нув-Любе́льски (пол. Janów Lubelski) — город в Польше, входит в Люблинское воеводство, Яновский повят. Имеет статус градо-сельской гмины. Занимает площадь 14,8 км². Население — 11 904 человека (на 2010 год).

## История
В XII веке началась усиленная колонизация Сандомежской пущи. Местное население занималось рубкой леса и сплавом древесины, обжигом древесного угля, изготовлением железа, выработкой поташа, бортничеством. После вырубки и расчистки территорий развилось земледелие и образовались такие города как Бялая, Дзвола (первые упоминания в письменных источниках датируется 1245 годом), Коцудза (1377) или Годзишов (1451).
В Российской империи город назывался Янов и входил в состав Люблинской, позже Холмской губернии. Административный центр Яновского уезда.

## Известные уроженцы
- Флигели, Август фон (1810—1879) — австрийский фельдмаршал-лейтенант, географ и картограф.